# Georg Christoph von Wahlen-Jürgass
Georg Christoph von Wahlen-Jürgass (auch Jurgass oder Jürgaß) (geb. 18. Februar 1710 in Ganzer; gest. 4. April 1771 ebenda) war ein preußischer Major und Landrat.

## Herkunft und Leben
Georg Christoph von Wahlen-Jürgass war der Sohn von Christian Ernst Sigismund von Wahlen-Jürgass (1669–1739), preußischer Hauptmann und Erbherr auf Ganzer und dessen Ehefrau Marie Elisabeth (1668–1720), geb. von Wartenberg. Georg Christoph trat zunächst in das Preußische Heer ein und erreichte dort den Rang eines Majors. Nach seiner Verabschiedung vom Militärdienst kehrte er zurück in die Heimat auf sein Gut Ganzer. Am 22. Dezember 1762 wurde er zum Nachfolger von Caspar Otto Christoph von Rohr als Landrat des Kreises Ruppin ernannt. Bereits 1765 wurde auf Drängen der Stände eine Untersuchung gegen ihn eingeleitet, da er seine Untertanen nachteilig behandelt haben soll. Nach seinem Tod im Jahr 1771 wurde Leopold Heinrich von Quast nachfolgender Landrat.

## Persönliches
Georg Christoph von Wahlen-Jürgass besaß neben dem Gut Ganzer noch die Güter Wahlendorf, Charlottenhof, Groß- und Klein-Dessow und Woltersdorf. Er war seit dem 18. April 1745 mit  Charlotte Katharina Luise (1719–1771), geb. von Zieten, Tochter des Hans Christian von Zieten und der Anna Juliane Susanne von Medern auf Brunne, verheiratet. Aus der Ehe gingen acht Kinder hervor, darunter:
1. Georg August Karl Sigismund (1749–1787)
2. Franz Karl Wilhelm Rudolf (1752–1834)
3. Alexander Georg Ludwig Moritz (1758–1833)